# 용균성 생활사

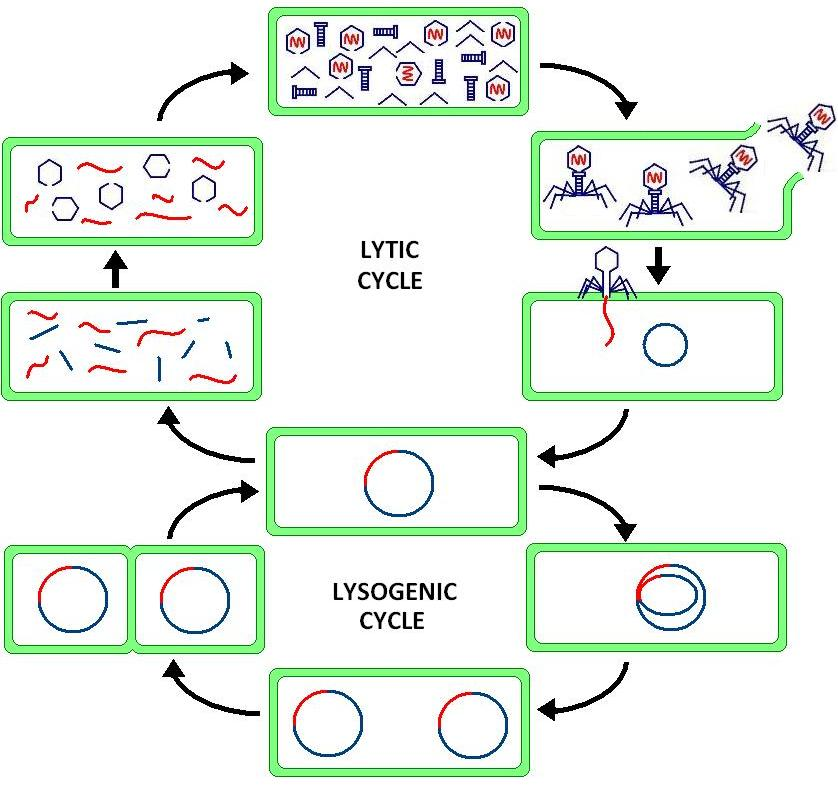
용균성(lytic cycle) 생활사와 용원성 생활사(lysogenic cycle)

용균성 생활사(溶菌性生活史, 영어: lytic cycle)는 바이러스의 일종인 박테리오파지의 증식하는 두 가지 방법 중 하나이다. 박테리오파지의 증식방법에는 크게 두 가지가 있는데, 용균성 생활사는 숙주세포의 파괴로 이어지지만 용원성 생활사는 숙주세포가 파괴되지 않고도 박테리오파지의 유전자가 복제될 수 있다. 용균성 생활사만을 반복하는 박테리오파지를 독성 파지라고 한다. 독성 파지의 가장 대표적인 예로는 T4 파지가 있다.
용균성 생활사에서, 바이러스 DNA는 세포 내에 분리된 자유 부유 분자로서 존재하고, 숙주세포 DNA와 별도로 복제되는 반면, 용원성 생활사에서 바이러스 DNA는 숙주세포 DNA 내에 위치한다. 이것이 두 생활사의 주요 차이점이다. 그러나 두 경우 모두 숙주세포 DNA의 기전을 이용하여 복제/증식한다.
바이러스 자체는 복제나 증식을 할 수 있는 기관이나 자원을 가지고 있지 않기 때문에, 두 가지의 생활사 이외에는 복제나 번식을 할 수 없는 것이 특징이다. 
용원성 바이러스는 필요시 용균성 바이러스로 언제라도 전환하므로 항상 용원성은 아니다.

## 용균성 생활사 예시
대표적인 박테리오파지인 T4는 대장균에 들어가서 DNA를 파괴한 후에 대장균의 복제 효소와 리보솜을 사용해서 30분 내에 대장균을 터트리고 나오는 특징이 있다.
‘람다 파지’의 경우에는 대장균의 DNA 속으로 슬쩍 끼어 들어가 대장균의 증식에 따라 함께 증식하며 조용히 생활하는 ‘용원성 생활사’를 갖는다. 그러나 자외선을 쐬는 등 특정한 자극을 받으면 람다 파지도 T4 파지와 같이 용균성 생활사로 바뀌기도 한다.

## 증식의 과정
일반적으로 박테리오파지의 "생식주기"라고도 하는 용해주기는 6단계로 구분된다. 6단계는 부착, 침투, 전사, 생합성, 성숙, 용해로 구분된다. 
1. 부착 - 박테리오파지의 꼬리 섬유는 숙주세포의 표면에 있는 특수한 수용체와 결합하여 박테리오파지를 숙주세포에 부착시킨다.
2. 침투 - 박테리오파지의 캡시드안에 있던 DNA 또는 RNA가 숙주세포로 유입되고 캡시드는 숙주세포의 표면에 남는다.
3. 전사 - 숙주세포의 DNA는 분해된다.
4. 생합성 - 유입된 박테리오파지의 DNA 또는 RNA는 숙주세포의 효소를 사용하여 박테리오파지의 단백질을 생성하고 자신의 유전자를 복제한다.
5. 성숙 - 생성된 단백질과 유전물질은 조립되어 새로운 박테리오파지를 생성한다.
6. 용해 - 숙주세포의 세포막을 파괴하는 효소가 생산되고 세포막이 파괴되어 숙주세포가 터진다. 새로운 박테리오파지가 외부로 방출되는데, T4 파지의 경우 하나의 숙주세포에서 생성되는 새로운 바이러스의 수는 100~200개에 달한다.

## 숙주세포의 대응
이러한 감염이 진행되지 않도록 숙주세포도 박테리오파지에 대한 대응체계를 갖추고 있다. 숙주세포는 제한효소를 가지고 있다. 제한효소는 특수한 DNA 서열을 인식하여 DNA를 잘라버리는 효소인데, 외부 DNA가 들어오면 제한효소에 의해서 유입된 DNA가 분해된다. 숙주세포 자신의 DNA는 메틸화되어 제한효소에 의해 잘리지 않는다. 또한 진화의 과정에서 박테리오파지가 인식하지 못하는 숙주세포가 생겨날 수 있다.

## 현대 의학에서 응용
최근 과학자들은 항생제를 대체할 강력한 수단으로 박테리오파지를 주목하고 있다. 박테리오파지가 세균을 죽이는 반면 인체에는 무해하기 때문이다. 사실 박테리오파지를 세균을 죽이는 수단으로 쓰려는 시도는 오래됐지만 효용성 등의 문제 등으로 최근 전까지 무시됐었다. 그러나 항생제에 내성을 가진 슈퍼박테리아가 늘자 세균을 죽일 새로운 수단이 필요해진 것이다.

## 같이 보기
- 용원성 생활사

## 참고 문헌
- Campbell, N. A. et al., Biology, 8th edition, San Francisco: Pearson Benjamin Cummings, 2007.